# Mit (film)
Mit (chiń. upr. 神话; chiń. trad. 神話; pinyin Shénhuà) – hongkońsko–chiński komediowo-przygodowy film fantasy z 2005 roku. Został wyreżyserowany przez Stanleya Tonga, scenariusz napisał Wang Hui-ling.

## Fabuła
W 221 roku przed naszą erą pochodzący z Chin cesarz Qin Shi Huang rozpoczął budowę królewskiego grobowca. Budowa trwała 37 lat, pracowało przy niej siedemset tysięcy niewolników. Gdy cesarz umarł, wszyscy zostali zamordowani wraz z nim, w ten sposób dając początek tajemnicy budowli. Grobowiec kryje skarb pierwszego cesarza, wśród którego skryty jest eliksir młodości. Nikt nie był w stanie odnaleźć wejścia do mauzoleum.
Archeolog Jack (Jackie Chan) i naukowiec William (Tony Leung Ka-Fai) znajdują w Dasarze w Indiach starożytny miecz i klejnot z czasów dynastii Qin, który pozwala na pokonanie siły ciążenia. Rozpoczynają wyprawę, która doprowadza ich do największego odkrycia w historii Chin, dwaj badacze odnajdują mityczne mauzoleum pierwszego cesarza Qin Shi Huanga.

## Obsada
Źródło: Filmweb

- Jackie Chan – Generał Meng Yi / Dr Jack Chan
- Hugo Weaving
- Fann Wong
- Edison Chen
- Kim Hee-sun – Ok-soo
- Ken Wong
- Hayama Go – Tiger
- Tony Leung Ka-fai – William
- Mallika Sherawat – Samantha
- Choi Min-su – Generał Choi
- Bing Shao – Nangong Yan
- Patrick Tam – Generał Xu Gui
- Zhou Sun – Pan Koo